# Kroton Calcio 1989-1990
Questa voce raccoglie le informazioni riguardanti il Kroton Calcio nelle competizioni ufficiali della stagione 1989-1990.

## Rosa
| N. |                   | Ruolo | Calciatore        |
| -- | ----------------- | ----- | ----------------- |
|    | Italia (bandiera) | D     | Salvatore Aiello  |
|    | Italia (bandiera) | D     | Alberto Aita      |
|    | Italia (bandiera) | A     | Santo Aversa      |
|    | Italia (bandiera) | C     | Sebastiano Basile |
|    | Italia (bandiera) | D     | Domenico Bumbaca  |
|    | Italia (bandiera) | A     | Vladimiro Campana |
|    | Italia (bandiera) | D     | Gianluca Cesaro   |
|    | Italia (bandiera) | C     | Carmelo Condemi   |
|    | Italia (bandiera) | C     | Nicola Dolce      |
|    | Italia (bandiera) | A     | Luca Gabbriellini |
|    | Italia (bandiera) | A     | Giuseppe Galluzzo |
|    | Italia (bandiera) | D     | Nicola Garzieri   |
|    | Italia (bandiera) | D     | Franz Giorgione   |
|    | Italia (bandiera) | C     | Carmine Leone     |

| N. |                    | Ruolo | Calciatore            |
| -- | ------------------ | ----- | --------------------- |
|    | Italia (bandiera)  | C     | Massimo Mariani       |
|    | Italia (bandiera)  | C     | Giuseppe Montesano    |
|    | Italia (bandiera)  | D     | Luciano Mordocco      |
|    | Italia (bandiera)  | C     | Francesco Murfone     |
|    | Italia (bandiera)  | P     | Fabio Piccorossi      |
|    | Italia (bandiera)  | A     | Vincenzo Piperis      |
|    | Croazia (bandiera) | A     | Dragutin Ristić       |
|    | Italia (bandiera)  | P     | Salvatore Santarsiero |
|    | Italia (bandiera)  | D     | Matteo Siniscalco     |
|    | Italia (bandiera)  | D     | Josè Sparti           |
|    | Italia (bandiera)  | A     | Giuseppe Tedesco      |
|    | Italia (bandiera)  | C     | Roberto Vagnoni       |
|    | Italia (bandiera)  | A     | Andrea Villa          |
|    | Italia (bandiera)  | C     | Vincenzo Fusco        |

## Risultati

### Campionato

#### Girone di andata
| 17 settembre 1989 1ª giornata | Kroton | 1 – 1 | Battipagliese |  |

| 24 settembre 1989 2ª giornata | Vigor Lamezia | 0 – 0 | Kroton |  |

| 1º ottobre 1989 3ª giornata | Atletico Leonzio | 1 – 1 | Kroton |  |

| 8 ottobre 1989 4ª giornata | Kroton | 1 – 1 | Latina |  |

| Arbitro: | Giacinto Franceschini (Bari) |

|                                   |           |                    |
| Petrucci ?’ Siniscalco 33’ (aut.) | Marcatori | 55’ (rig.) Condemi |

| 22 ottobre 1989 6ª giornata | Kroton | 1 – 0 | Trapani |  |

| 29 ottobre 1989 7ª giornata | Ostia Mare | 0 – 0 | Kroton |  |

| 5 novembre 1989 8ª giornata | Kroton | 3 – 1 | Altamura |  |

| 12 novembre 1989 9ª giornata | Turris | 1 – 1 | Kroton |  |

| 19 novembre 1989 10ª giornata | Kroton | 1 – 1 | Acireale |  |

| 26 novembre 1989 11ª giornata | Adelaide Nicastro | 0 – 0 | Kroton |  |

| 3 dicembre 1989 12ª giornata | Kroton | 1 – 0 | Potenza |  |

| 10 dicembre 1989 13ª giornata | Kroton | 4 – 1 | Martina |  |

| 17 dicembre 1989 14ª giornata | Pro Cavese | 2 – 1 | Kroton |  |

| 30 dicembre 1989 15ª giornata | Kroton | 1 – 3 | Frosinone |  |

| 7 gennaio 1990 16ª giornata | Fasano | 0 – 0 | Kroton |  |

| 14 gennaio 1990 17ª giornata | Kroton | 1 – 0 | Lodigiani |  |

#### Girone di ritorno
| 28 gennaio 1990 18ª giornata | Battipagliese | 1 – 3 | Kroton |  |

| 4 febbraio 1990 19ª giornata | Kroton | 3 – 1 | Vigor Lamezia |  |

| 11 febbraio 1990 20ª giornata | Kroton | 0 – 0 | Atletico Leonzio |  |

| 18 febbraio 1990 21ª giornata | Latina | 1 – 1 | Kroton |  |

| Arbitro: | Pasquale Rodomonti (Teramo) |

|                       |           |              |
| Giuseppe Galluzzo 34’ | Marcatori | 71’ Petrucci |

| 11 marzo 1990 23ª giornata | Trapani | 2 – 1 | Kroton |  |

| 18 marzo 1990 24ª giornata | Kroton | 1 – 0 | Ostia Mare |  |

| 25 marzo 1990 25ª giornata | Altamura | 0 – 0 | Kroton |  |

| 1º aprile 1990 26ª giornata | Kroton | 1 – 2 | Turris |  |

| 8 aprile 1990 27ª giornata | Acireale | 1 – 0 | Kroton |  |

| 14 aprile 1990 28ª giornata | Kroton | 1 – 1 | Adelaide Nicastro |  |

| 29 aprile 1990 29ª giornata | Potenza | 1 – 0 | Kroton |  |

| 6 maggio 1990 30ª giornata | Martina | 2 – 0 | Kroton |  |

| 13 maggio 1990 31ª giornata | Kroton | 0 – 0 | Pro Cavese |  |

| 20 maggio 1990 32ª giornata | Frosinone | 4 – 2 | Kroton |  |

| 27 maggio 1990 33ª giornata | Kroton | 0 – 0 | Fasano |  |

| 3 giugno 1990 34ª giornata | Lodigiani | 3 – 1 | Kroton |  |